# VV Fortuna in het seizoen 1959/60
Het seizoen 1959/1960 was het vijfde jaar in het bestaan van de Vlaardingense betaaldvoetbalclub Fortuna. De club kwam uit in de Eerste divisie A en eindigde daarin op de 12e plaats.

## Wedstrijdstatistieken

### Eerste divisie A
|       | BVV   | Excelsior | 't Gooi | GVAV  | Helmond | HVC   | KFC   | NOAD  | Rigtersbleek | Stormvogels | SVV   | Veendam | Vitesse | De Volewijckers | Wageningen |
| ----- | ----- | --------- | ------- | ----- | ------- | ----- | ----- | ----- | ------------ | ----------- | ----- | ------- | ------- | --------------- | ---------- |
| Thuis | 3 – 1 | 1 – 0     | 2 – 0   | 1 – 2 | 0 – 1   | 1 – 4 | 1 – 1 | 2 – 3 | 4 – 2        | 3 – 5       | 3 – 0 | 3 – 1   | 1 – 2   | 1 – 2           | 1 – 1      |
| Uit   | 4 – 0 | 1 – 1     | 1 – 2   | 2 – 0 | 0 – 1   | 2 – 0 | 2 – 0 | 2 – 0 | 2 – 1        | 1 – 5       | 0 – 2 | 1 – 0   | 3 – 2   | 4 – 0           | 1 – 0      |

## Statistieken Fortuna 1959/1960

### Eindstand Fortuna in de Nederlandse Eerste divisie A 1959 / 1960
| Stand | Gespeeld | Gewonnen | Gelijk | Verloren | Punten | Doelpunten voor | Doelpunten tegen |
| ----- | -------- | -------- | ------ | -------- | ------ | --------------- | ---------------- |
| 12e   | 30       | 10       | 3      | 17       | 23     | 42              | 51               |

### Topscorers
| Competitie \| # \| Naam \| \| \| ----------------- \| ----------------- \| -- \| \| 1. \| Jan van den Berg \| 8 \| \| 1. \| Frans Mijnsbergen \| 8 \| \| 3. \| Kees Maltha \| 6 \| \| 4. \| Jan Bouman \| 5 \| \| 4. \| Leen de Korver \| 5 \| \| 6. \| Jan van de Borden \| 3 \| \| 7. \| Tinus Weber \| 2 \| \| 8. \| Jan Baksteen \| 1 \| \| 8. \| Kees Blankenstein \| 1 \| \| 8. \| Roel Hiwat \| 1 \| \| 8. \| Izak Smits \| 1 \| \| Onbekend doelpunt \| \| \| \| – \| Onbekend \| 1 \| \| Totaal \| Totaal \| 42 \| |                   |      |
| # | Naam              | Goal |
| 1. | Jan van den Berg  | 8    |
| 1. | Frans Mijnsbergen | 8    |
| 3. | Kees Maltha       | 6    |
| 4. | Jan Bouman        | 5    |
| 4. | Leen de Korver    | 5    |
| 6. | Jan van de Borden | 3    |
| 7. | Tinus Weber       | 2    |
| 8. | Jan Baksteen      | 1    |
| 8. | Kees Blankenstein | 1    |
| 8. | Roel Hiwat        | 1    |
| 8. | Izak Smits        | 1    |
| Onbekend doelpunt |                   |      |
| – | Onbekend          | 1    |
| Totaal | Totaal            | 42   |